# Maria Grazia Pagano
Maria Grazia Pagano (ur. 5 listopada 1945 w Neapolu, zm. 18 września 2022) – włoska polityk i filozof, nauczyciel akademicki, senator, eurodeputowana w latach 2008–2009.

## Życiorys
Z wykształcenia magister filozofii, pracowała jako nauczyciel w szkołach średnich i wyższych (do 1987). Od 1987 do 1992 przewodniczyła Komisji Kultury w radzie miejskiej Neapolu.
Działała we Włoskiej Partii Komunistycznej, pełniła funkcję sekretarza sekcji i kierownika regionalnego ds. obszarów wiejskich i środowiska, a następnie ds. kultury, edukacji i szkolnictwa wyższego. Należała następnie do Demokratycznej Partii Lewicy (od 1991) i Demokratów Lewicy (od 1998). Była kierownikiem krajowym tego ugrupowania ds. edukacji.
W 1992, 1994, 1996 i 2001 była wybierana w skład Senatu XI, XII, XIII i XIV kadencji, w którym zasiadała do 2006. Następnie przez dwa lata była doradcą politycznym urzędującej minister ds. równouprawnienia.
W czerwcu 2008 objęła wakujący mandat deputowanej do Parlamentu Europejskiego z ramienia Drzewa Oliwnego. Była członkinią Grupy Socjalistycznej, Komisji Wolności Obywatelskich, Sprawiedliwości i Spraw Wewnętrznych oraz Komisji Rozwoju Regionalnego. W PE zasiadała do lipca 2009.
W 2007 przystąpiła ze swoim ugrupowaniem do Partii Demokratycznej. Koordynowała organizację regionalnych struktur tej partii w Kampanii. W ostatnich latach życia działała w partii Italia Viva. Zmarła na chorobę nowotworową.